# Sinaiberget

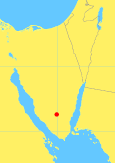

Sinai (arabiska: طور سيناء, Jabal Musa) är ett bergsmassiv på södra Sinaihalvön i Egypten. Sinai har topparna Djebel Musa, 2285 m ö.h. och Djebel Katharin, 2880 m ö.h. Vid foten av Djebel Katharin ligger Katarinaklostret.
Berget är ett av flera berg som identifierats som det bibliska berget Sinai, där Mose enligt judisk, muslimsk och kristen tradition mottog andra Moseboken, tio Guds bud. I urkunderna förekommer också Horeb som namnet där Mose tog emot budorden, vilket oftast har tolkats som att Horeb är ett annat namn på det bibliska Sinai. Det finns emellertid också de som hävdar att det rör sig om två olika berg.

## Historia
Under hundra år var platsen vallfärdsort för eremiter. 330 e.Kr. lät Konstantin den stores moder Helena bygga ett kapell vid bergets fot som sedermera blev ett kloster, idag Katarinaklostret. 530 lät Justinianus I befästa klostret mot nomaderna i trakten och lät också uppföra en basilika på platsen. Sinaiberget är en lugn och fridfull plats där ett kristet kapell står intill en liten moské. Från Katarinaklostret leder en stig upp till berget förbi flera minnesplatser.

## Sinaiberget i Bibeln
När Mose enligt Moseböckerna ledde Israels folk över Sinaihalvön mot Kanaan mötte han efter tre månader Gud, JHVH, på Sinaiberget. Det var vid foten av samma berg som Gud tidigare hade uppenbarat sig för honom i en brinnande buske och kallat honom till att leda Israels folk ut ur Egypten. Ackompanjerad av blixtar, åska, basuner och rök mottog Mose Guds tio budord. Därefter gick Moses ned från berget till sitt folk. Folket hade under hans frånvaro låtit gjuta en kalv i guld som de nu dyrkade.
Det är omstritt om Sinaiberget i södra Sinaihalvön är det berg som beskrivs i bibeln.

## Bildgalleri

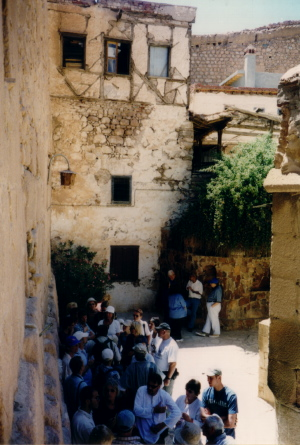
Platsen för den brinnande busken i Katarinaklostret
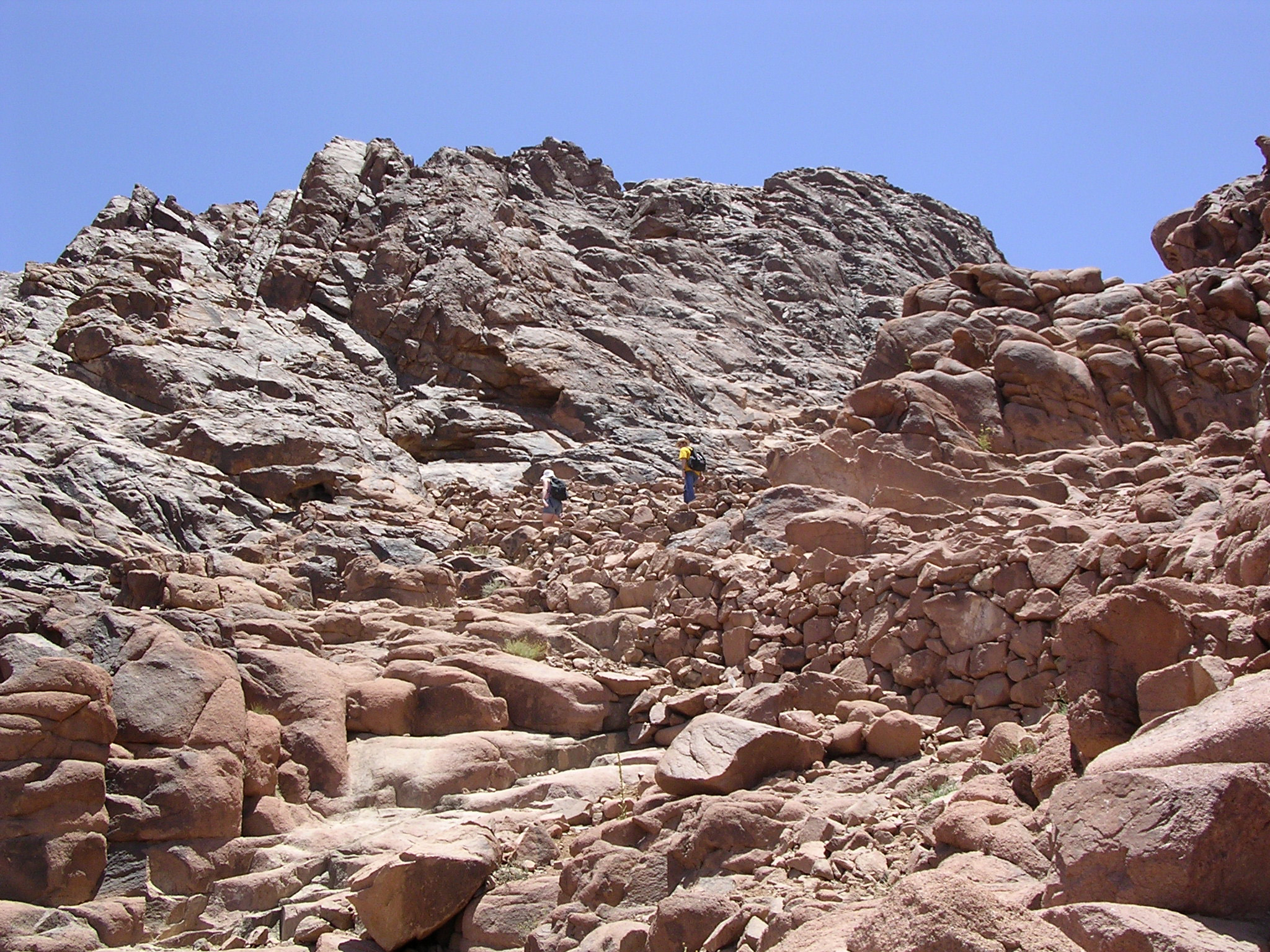
Nära toppen av berget